# Fernando Collor de Mello

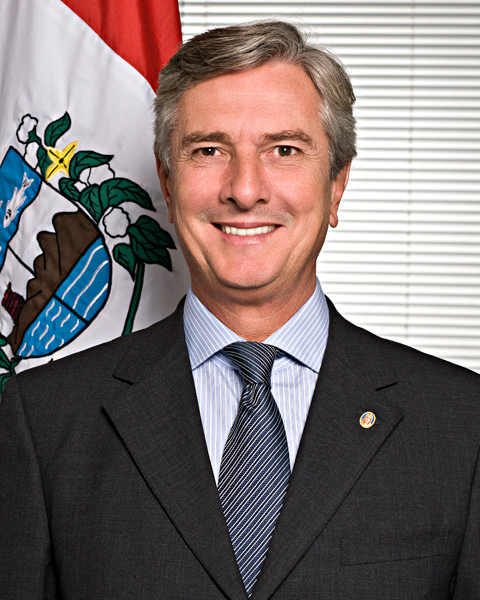
Fernando Collor de Mello.

Fernando Affonso Collor de Mello, född 12 augusti 1949 i Rio de Janeiro, är en brasiliansk politiker från det högerliberala partiet PRN och var Brasiliens president 1990–1992. Collor gjorde karriär i den lilla delstaten Alagoas, där han blev guvernör 1986. 1989 vann han överraskande presidentvalet i Brasilien och slog ut mer etablerade kandidater på ett program för modernisering av landet och kamp mot korruptionen. Han var den förste presidenten som valdes i direkta val på 29 år. Collor de Mello var Brasiliens president 1990–1992, då han blev ställd inför riksrätt och avsatt efter korruptionsanklagelser. Åtalet mot Collor lades ned 1994 i brist på bevis, men han blev fråntagen rätten att arbeta politiskt de följande åtta åren. Collor ställde upp i guvernörsvalet i Alagoas 2002 men blev inte vald. Däremot valdes han 2006 till delstatens representant i brasilianska senaten.

## Utmärkelser
- Kedja av Isabella den katolskas orden,  1991[2]
- Storkorset av Torn- och svärdsorden[3]
- Storkorsriddare av Republiken Italiens förtjänstorden
- Rio Branco-orden
- Bolivars bysts orden
- Södra korsets orden
- Brasiliens flygförsvarsförtjänstorden
- Brasilianska militärens förtjänstorden
- Kondorens orden
- Mexikanska Aztekiska Örnorden
- Maltas nationalförtjänstorden
- Boyacaorden
- Storkorset av Portugals förtjänstorden[3]
- Sjöförtjänstorden
- Storkors av Södra korsets orden
- Malaysias kronorden
- Nationella förtjänstorden
- Chilenska förtjänstorden
- San Martín Befriarens orden
- Ecuadors nationella förtjänstorden
- Order pro merito Melitensi

[Redigera Wikidata]